# Belgiens senat
Senaten (fr: Sénat; ned: Senaat; ty: Senat) är överhuset i Belgiens federala parlament, underhuset är Representantkammaren. Senaten grundades 1831 som en kammare helt lika med Representantkammaren, den har genomgått flera reformer tidigare, framför allt 1993 och 2014. Valen 2014 var de första utan direktval av senatorer.  Istället består den nya senaten av medlemmar av stads- och regionala parlament och 10 adjungerade ledamöter. Det är en kammare för städer och regioner och fungerar som en plattform för diskussion och reflektion om frågor mellan dessa federerade enheter. Senaten spelar idag en mindre roll i den federala lagstiftningsprocessen.  Senaten har dock, tillsammans med Representantkammaren, full befogenhet för konstitutionen och lagstiftningen om den federala statens och de federerade enheternas organisation och funktion. Sedan reformen 2014 håller den cirka tio plenarsessioner per år.